# Halirages gorbunovi
Halirages gorbunovi är en kräftdjursart som beskrevs av Gurjanova 1946. Halirages gorbunovi ingår i släktet Halirages och familjen Calliopiidae. Inga underarter finns listade i Catalogue of Life.